# The Devil Wears Prada 2
The Devil Wears Prada 2 es una próxima película estadounidense de comedia dramática de 2026 dirigida por David Frankel y escrita por Aline Brosh McKenna. Secuela de El diablo viste de Prada (2006), basada en la novela " La venganza viste de Prada: El diablo regresa" de Lauren Weisberger . Meryl Streep, Anne Hathaway, Emily Blunt, Tracie Thoms, Tibor Feldman y Stanley Tucci repiten sus papeles de la primera película, con Frankel y McKenna regresando para dirigir y escribir el guion, respectivamente.
Está previsto que The Devil Wears Prada 2 se estrene en Estados Unidos y Canadá el 1 de mayo de 2026.

## Reparto
- Meryl Streep como Miranda Priestly
- Anne Hathaway como Andrea "Andy" Sachs
- Emily Blunt como Emily Charlton
- Stanley Tucci como Nigel Kipling
- Tracie Thoms como Lily
- Tibor Feldman como Irv Ravitz
- Kenneth Branagh como el nuevo marido de Miranda
- Simone Ashley
- Lucy Liu
- Justin Theroux
- B. J. Novak
- Pauline Chalamet
- Helen J. Shen
- Conrad Ricamora
- Caleb Hearon
- Rachel Bloom
- Patrick Brammall
- Sydney Sweeney

## Producción
En 2013, Lauren Weisberger escribió una secuela, La venganza viste de Prada: El regreso del diablo . No parecía probable que se hiciera una secuela de la película original, ya que dos de sus protagonistas no estaban muy entusiasmadas. Meryl Streep, según se informa, declaró que no estaba interesada en hacer una secuela, y aunque Anne Hathaway afirmó que le interesaría trabajar con las mismas personas, tendría que ser "algo totalmente diferente". 
En julio de 2024, se informó que Walt Disney Studios, la división matriz de 20th Century Studios, estaba interesado en desarrollar una secuela.  Para julio, comenzaron las negociaciones con Aline Brosh McKenna regresando para escribir el guion, y Streep, Hathaway, Emily Blunt y Stanley Tucci repitiendo sus papeles de la primera película.  
La fotografía principal comenzó el 30 de junio de 2025, con David Frankel dirigiendo nuevamente y Kenneth Branagh uniéndose al elenco.  En julio, se anunció que Tracie Thoms y Tibor Feldman repetirían sus papeles, con Simone Ashley, Lucy Liu, Justin Theroux, BJ Novak, Pauline Chalamet, Rachel Bloom y Patrick Brammall como nuevas incorporaciones al elenco.    Streep, Hathaway y Tucci fueron vistos filmando en la ciudad de Nueva York en la semana del 21 de julio.  Blunt fue visto por primera vez una semana después.  Brammel y Hathaway fueron vistos filmando una escena juntos el 5 de agosto.  Sydney Sweeney fue visto en el set con Blunt el 7 de agosto. 

## Estreno
El estreno de The Devil Wears Prada 2 está previsto para Estados Unidos y Canadá el 1 de mayo de 2026. 